# 五條瑛
五條 瑛（ごじょう あきら）は、日本の女流小説家。国際謀略小説を得意とする。
剣道二段。大学時代は安全保障問題を専攻する。大学卒業後、防衛庁に入庁し、情報・調査専門職として勤務。主に極東の軍事情報および国内情報の分析を担当する。退職後は一般のOL職を希望していたが、フリーライターを経た後、出版社の勧めにより、1999年に北朝鮮問題を題材とした『プラチナ・ビーズ』で作家デビュー。
尚、前職の影響もあり、個人情報の詳細に関しては秘匿する方針を貫いている。
2001年、『スリー・アゲーツ』で第3回大藪春彦賞を受賞。

## 作品リスト

### シリーズ作品
鉱物シリーズ
- プラチナ・ビーズ（1999年2月 集英社 / 2001年7月 集英社文庫）
- スリー・アゲーツ 三つの瑪瑙（1999年12月 集英社 / 2002年11月 集英社文庫）
  - 【改題】スリー・アゲーツ 二つの家族 上・下（2017年7月 小学館文庫）

- スパイは楽園に戯れる（2016年6月 双葉社 / 2019年6月 双葉文庫）
- パーフェクト・クォーツ 完璧なる水晶（2018年9月 Amazon Kindle電子書籍 / 2018年10月 Amazon POD出版） - 個人出版、絶版
- パーフェクト・クオーツ　北の水晶（2020年8月　小学館文庫）
- パーフェクト・クオーツ　碧き鮫（2020年12月　小学館文庫）

鉱物シリーズ番外編
- 夢の中の魚（2000年12月 集英社 / 2005年10月 双葉文庫）
- 君の夢はもう見ない（2002年10月 集英社）
- 3Way Waltz（2003年7月 祥伝社 / 2007年7月 祥伝社文庫）
- 赤い羊は肉を喰う（2007年1月 幻冬舎 / 2009年10月 幻冬舎文庫）
- 動物園で逢いましょう（2009年3月 双葉社 / 2012年5月 双葉文庫）
- Analyst in the Box 1（2018年9月 Amazon POD出版） - 個人出版、絶版
  - 【改題】星条旗の憂鬱 情報分析官・葉山隆（2018年12月 文芸社文庫）

- Analyst in the Box 2（2019年6月 Kindle電子書籍） - 個人出版、絶版
- Blue Paradise in YOKOSUKA（2018年10月 Kindle電子書籍, Amazon POD出版） - 個人出版、絶版
- Their everyday pieces in the world of intelligence:9 Short stories（2018年11月 Kindle, kobo電子書籍） - 個人出版、絶版

R/EVOLUTIONシリーズ
- 断鎖 Escape（2001年5月 双葉社 / 2004年4月 双葉文庫）
- 紫嵐 Violet storm（2002年5月 双葉社 / 2005年3月 双葉文庫）
- 心洞 Open sesame（2003年6月 双葉社 / 2006年5月 双葉文庫）
- 恋刃 Lancet（2005年3月 双葉社 / 2008年5月 双葉文庫）
- 愛罪 Uxoricide（2006年4月 双葉社 / 2009年7月 双葉文庫）
- 純棘 Thorn（2007年2月 双葉社 / 2010年10月 双葉文庫）
- 狂血 immigrant and illegal immigrant,and imposter（2008年6月 双葉社 / 2011年11月 双葉文庫）
- 誘魔 Old offender（2009年11月 双葉社 / 2012年11月 双葉文庫）
- 屍界 Narcotic World（2011年7月 双葉社 / 2014年7月 双葉文庫）
- 喪国 Revolution（2012年12月 双葉社 / 2016年1月 双葉文庫）

桜庭調査事務所シリーズ
- 冬に来た依頼人（2000年11月 祥伝社文庫）
- 蝶狩り（2005年5月 角川書店 / 2008年8月 角川文庫）

ROMES 06シリーズ
- ROMES 06（2006年10月 徳間書店 / 2009年9月 徳間文庫）
- ROMES 06 誘惑の女神（2009年4月 徳間書店 / 2011年4月 徳間文庫）
- ROMES 06 まどろみの月桃（2011年7月 徳間書店 / 2014年2月 徳間文庫）

鏑木&京二シリーズ
- 天神のとなり（2008年9月 光文社 / 2011年10月 光文社文庫）
- 塔の下（2012年8月 光文社 / 2015年2月 光文社文庫）

シルバー・オクトパシーシリーズ
- シルバー・オクトパシー（2014年6月 徳間書店）
- シルバー・オクトパシー 極道転生（2016年8月 徳間文庫）
- 棺に金の雨が降る シルバー・オクトパシー（2018年4月 Kindle電子書籍） - 個人出版、絶版

### シリーズ外作品
- 小説 北へ。いつか出会うあなたに……（1999年 電撃ゲーム文庫） - 九頭竜郁流名義
- スノウ・グッピー（2001年12月 光文社 / 2003年12月 光文社文庫）
- 熱氷（2002年8月 講談社 / 2005年8月 講談社文庫）
- ヨリックの饗宴（2003年9月 文藝春秋 / 2006年11月 文春文庫）
- 黒を纏う紫（2004年2月 徳間書店 / 2007年4月 徳間文庫）
- 上陸（2005年4月 講談社 / 2008年4月 講談社文庫）
- 瓦礫の矜持（2006年6月 中央公論新社 / 2009年6月 中公文庫）
- エデン（2006年8月 文藝春秋 / 2009年9月 文春文庫）
- J（2007年3月 徳間書店）
  - 【改題】J 少女たちは破壊を謳う（2012年4月 徳間文庫）
- KUNIMORI（2009年5月 中央公論新社 / 2012年6月 中公文庫）
- 消滅のリスト（2013年7月 小学館文庫）

- 焦土の鷲 イエロー・イーグル[4]（2018年12月 徳間文庫）